# Società Ceramica Italiana
La Società Ceramica Italiana S.p.A.  fu una fabbrica di ceramica fondata a Laveno-Mombello nel 1856 da tre ex dipendenti della fabbrica di ceramica milanese Richard.

## Storia

### La fondazione
Nel 1856 tre ex dipendenti della fabbrica di ceramica milanese Richard, Carlo Caspani, Alessandro Carnelli e Severino Revelli, fondano la Società Ceramica C.C.R., all'interno dello stabile in disuso di una fabbrica di vetrerie in prossimità del lago a nord di Laveno.  Obiettivo della neonata industria sarà la produzione su scala industriale di terraglie economiche per uso domestico.
La manifattura nel 1883 assume il nome destinato a divenire celebre Società Ceramica Italiana S.p.A. mentre, nel 1885 Revelli abbandona la S.C.I. per fondare la Società Ceramica Revelli, specializzandosi nella produzione di terraglia semiforte. Il reparto di San Michele venne incorporato allo stabilimento detto "Lago" nel 1898. Attraverso l'installazione di una piccola turbina al Mulino Boesio, è introdotta l'energia elettrica.

### Novecento, espansione e crisi
Dal 1896 al 1916 fu direttore dell'azienda Tommaso Bossi, cui succedette il genero ingegner Luciano Scotti, sindaco di Laveno nel decennio dal 1924 al 1934.
Nel 1925-1926 viene costruito dall’architetto Piero Portaluppi lo stabilimento "Mulini" in località Boesio, unico ancora esistente benché in condizioni di degrado.
I tre stabilimenti (Lago, Ponte e Boesio) vennero collegati tra di loro da una ferrovia “Decauville” a scartamento ridotto per il trasporto dei materiali.

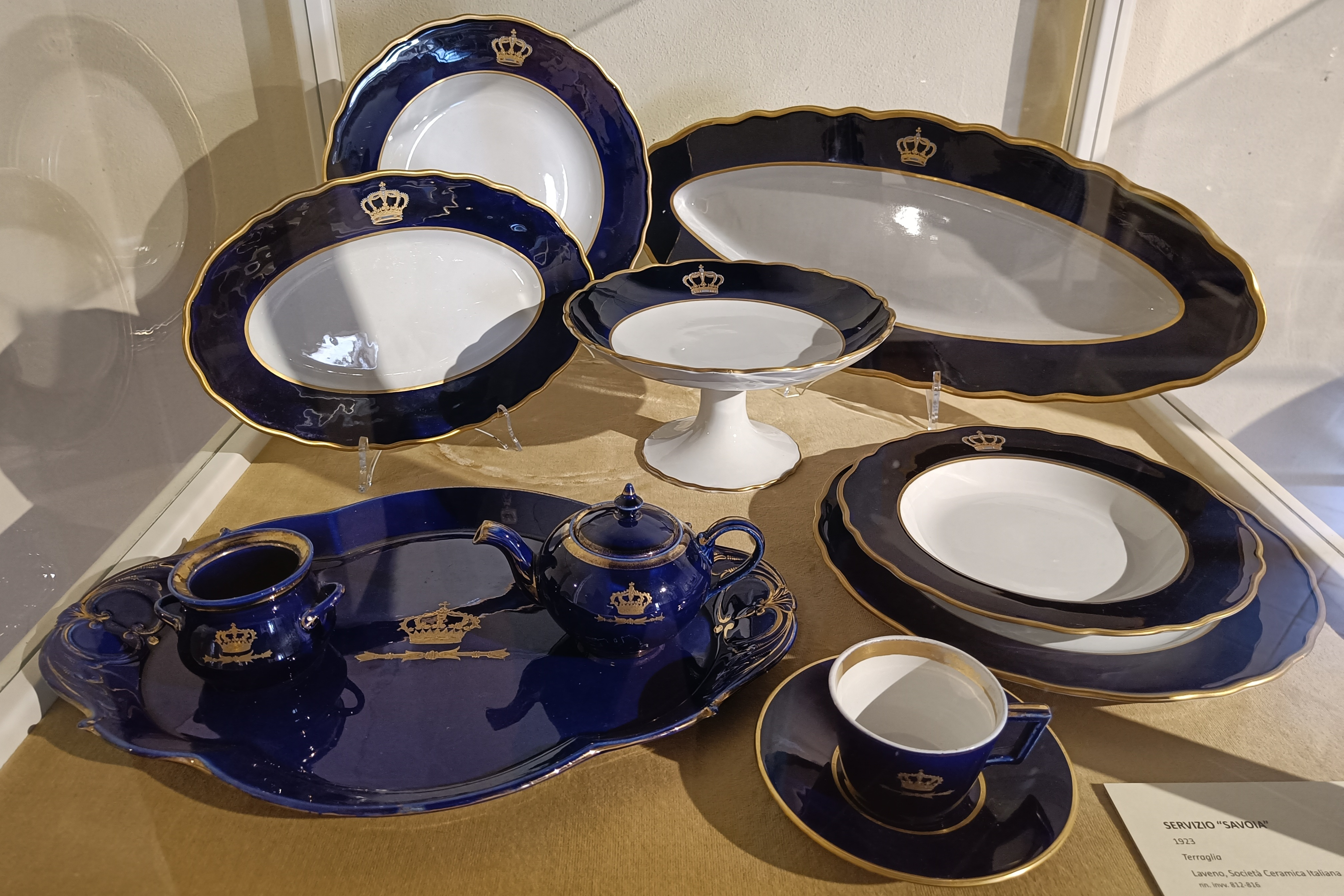
Servizio Reale, 1923, Collezione Museo Internazionale Design Ceramico di Laveno Mombello

In occasione dell’inaugurazione della prima Mostra Internazionale di Arte Decorativa, svoltasi alla Villa Reale di Monza nel 1923, fu realizzato il servizio Servizio Reale per Casa Savoia, esemplare unico offerto al Principe Ereditario, in terraglia bianca, con una decorazione a fascia in blu cobalto detto “blu Laveno”, recante la distintiva icona della corona del Regno d’Italia in policromia e oro.  Nel 1925, è nominato alla direzione artistica il giovane Guido Andloviz, destinato a divenire un celebre designer, tanto da contendere alla Richard-Ginori, con direttore artistico Gio Ponti,il primato dell'arte ceramica in Italia. Nel 1931 apre lo stabilimento "Verbano" per la produzione di porcellana da tavola.
Nel 1965 avviene la sua fusione con la Richard-Ginori, dando vita alla Società Ceramica Italiana Richard-Ginori S.p.A.. Nel 1970 diventa una controllata della Finanziaria Sviluppo di Michele Sindona. Nel 1973 Sindona cede la Richard Ginori alla Liquigas di Raffaele Ursini.
Nel 1975 la Pozzi e la Società Ceramica Italiana Richard-Ginori si fondono per dare vita a un'unica grande struttura: la Pozzi-Ginori.
Nel 1977 Ursini la trasferisce al gruppo assicurativo SAI (Società Assicuratrice Industriale), di cui è titolare, e verrà sostituito poco dopo da Salvatore Ligresti. 
Negli anni ’80 il settore entra in crisi a causa della concorrenza straniera. Si registrano i primi trasferimenti del personale e le prime casse-integrazioni, lo stabilimento “Lago” chiude nel 1982, si forma la Società Ceramica Industriale Cooperativa Verbano per cercare di arginare il fenomeno, ma chiuderà definitivamente i battenti nel 1997, dopo che avevano chiuso in rapida successione anche il “Boesio”, il “Verbano” e il “Ponte”. 

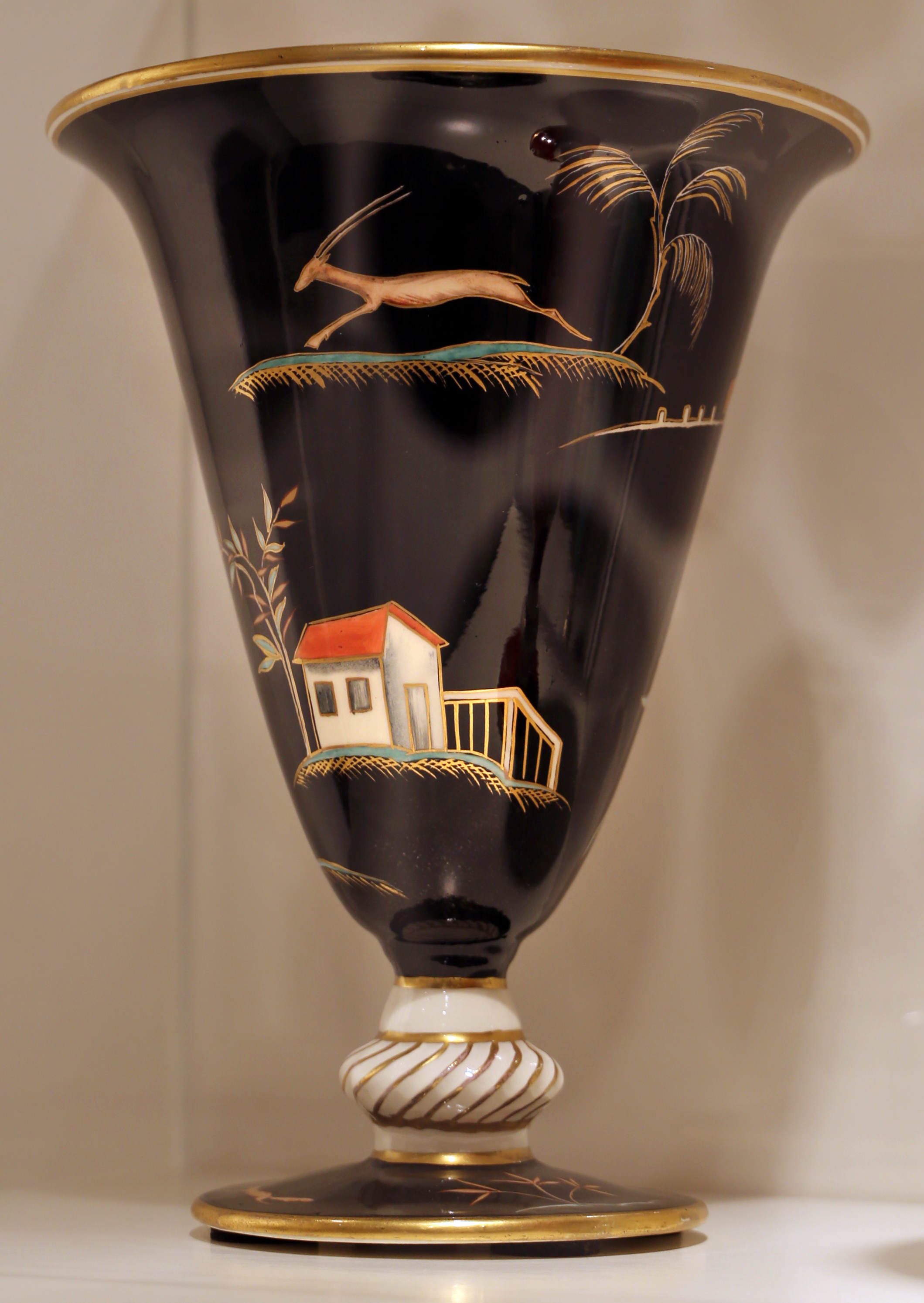
Guido Andlovitz, 1933, coppa terra
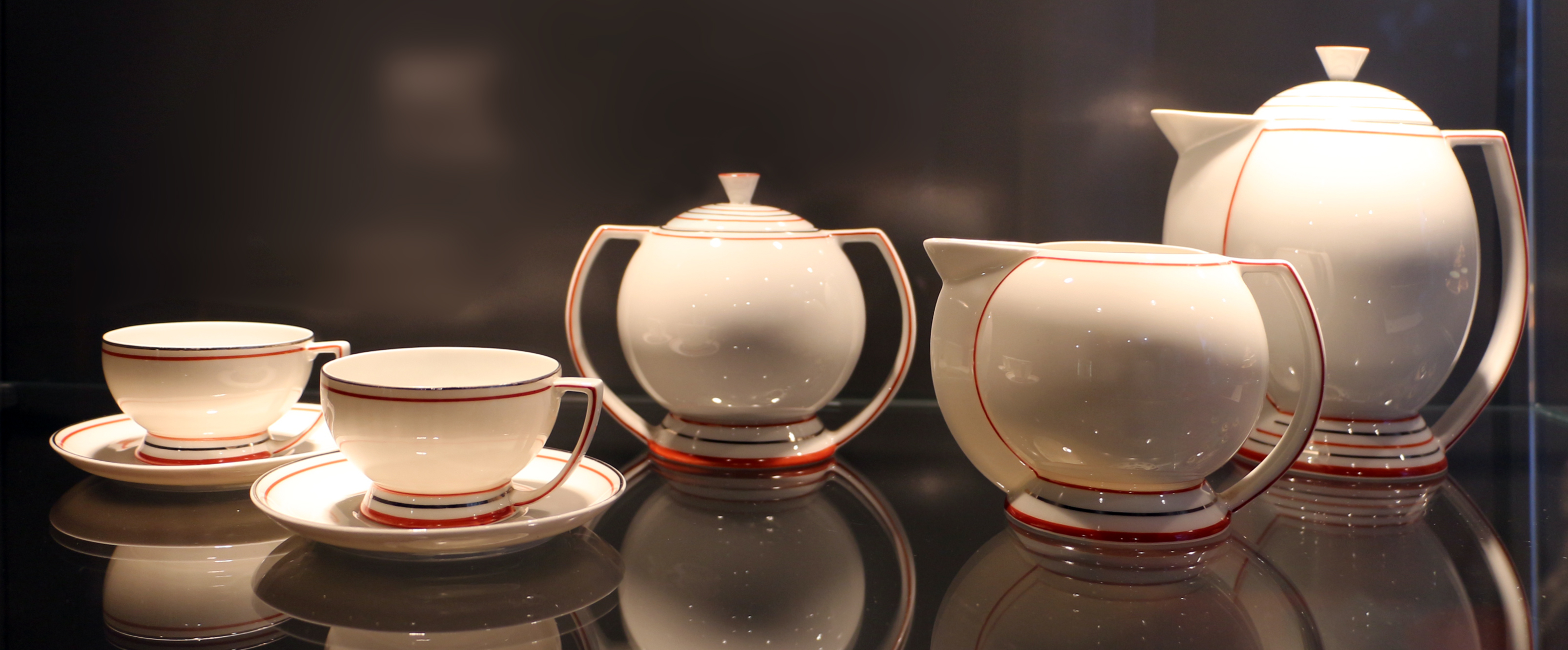
Guido andlovitz per società ceramica italiana, servizio da tè, 1933
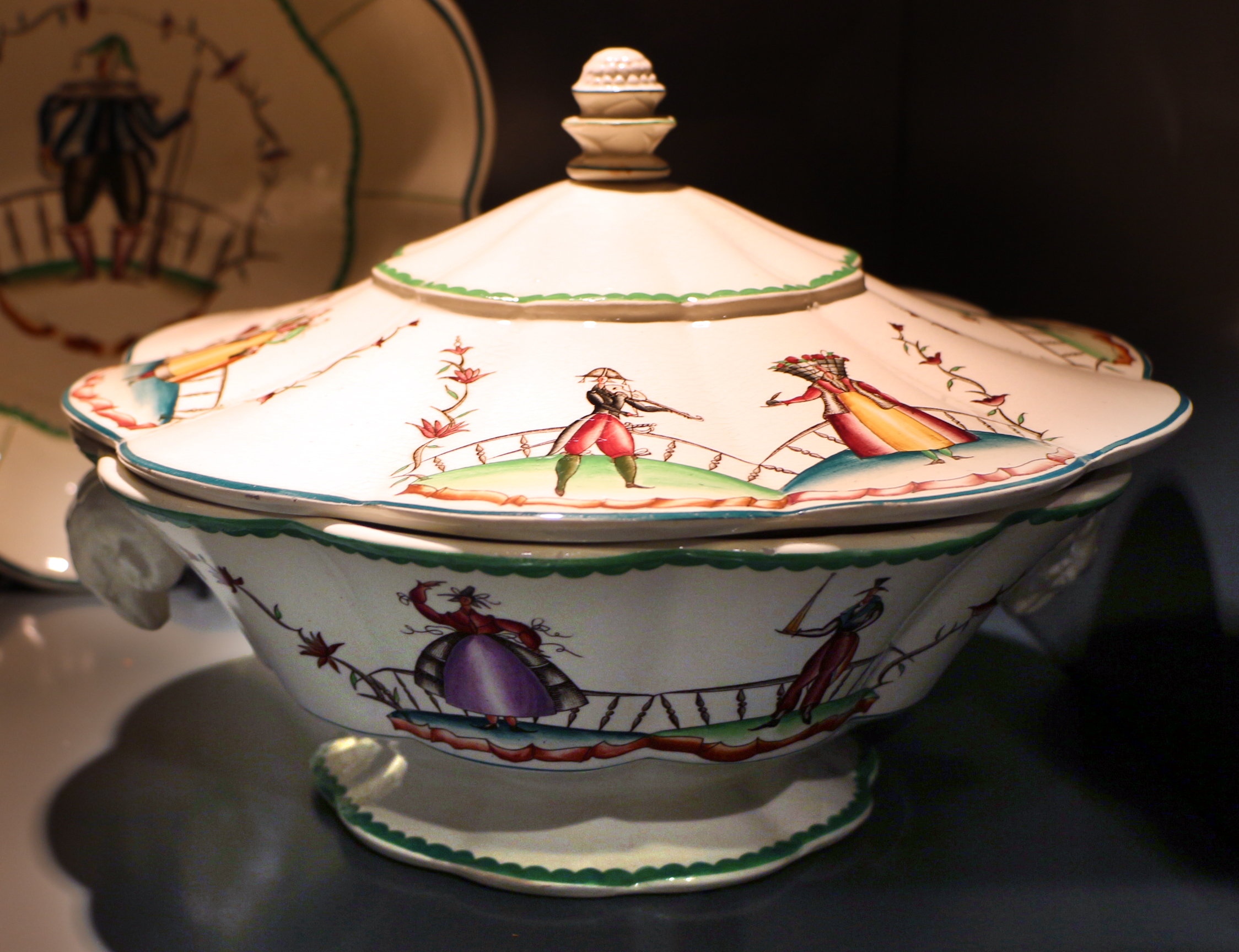
Guido Andlovitz, servizio monza o margherita, 1925 circa

## MIDeC – Museo Internazionale Design Ceramico
Proprietà del Comune di Laveno Mombello, è stato fondato nel 1971 ed è aperto al pubblico nel cinquecentesco Palazzo Perabò a Cerro di Laveno. Raccoglie la produzione della manifattura dalla sua fondazione.